# Zeven vieze woorden
De zeven vieze woorden (Engels: seven dirty words) zijn zeven Engelse woorden die de Amerikaanse komiek George Carlin in 1972 opsomde in zijn monoloog "Seven Words You Can Never Say on Television" (zeven woorden die je nooit mag zeggen op televisie). Deze woorden zijn: "shit", "piss", "fuck", "cunt", "cocksucker", "motherfucker" en "tits". 
Toentertijd werden de woorden beschouwd als heel ongepast en ongeschikt voor uitzendingen op publieke zenders, zowel op radio als op televisie. Het gebruik van de woorden werd vermeden in scripts. In de enkele gevallen dat ze toch werden gebruikt, werden ze gecensureerd. Uitzendnormen verschillen in de wereld, maar de meeste woorden van de lijst blijven taboe in Amerikaanse uitzendingen. De lijst is geen officiële opsomming van verboden woorden, maar werd opgesteld door Carlin in het kader van zijn komediewerken. Niettemin leidde een radio-uitzending tot een uitspraak van het Hooggerechtshof van de Verenigde Staten (FCC v. Pacifica Foundation), die verheldering bracht over de mate waarin de federale overheid taalgebruik kon reguleren in televisie- en radio-uitzendingen in de Verenigde Staten.